# 沼生水苏
沼生水苏（学名：Stachys palustris）为唇形科水苏属下的一个种。

## 扩展阅读
- 維基物種上的相關：沼生水苏